# Norra flodstationen

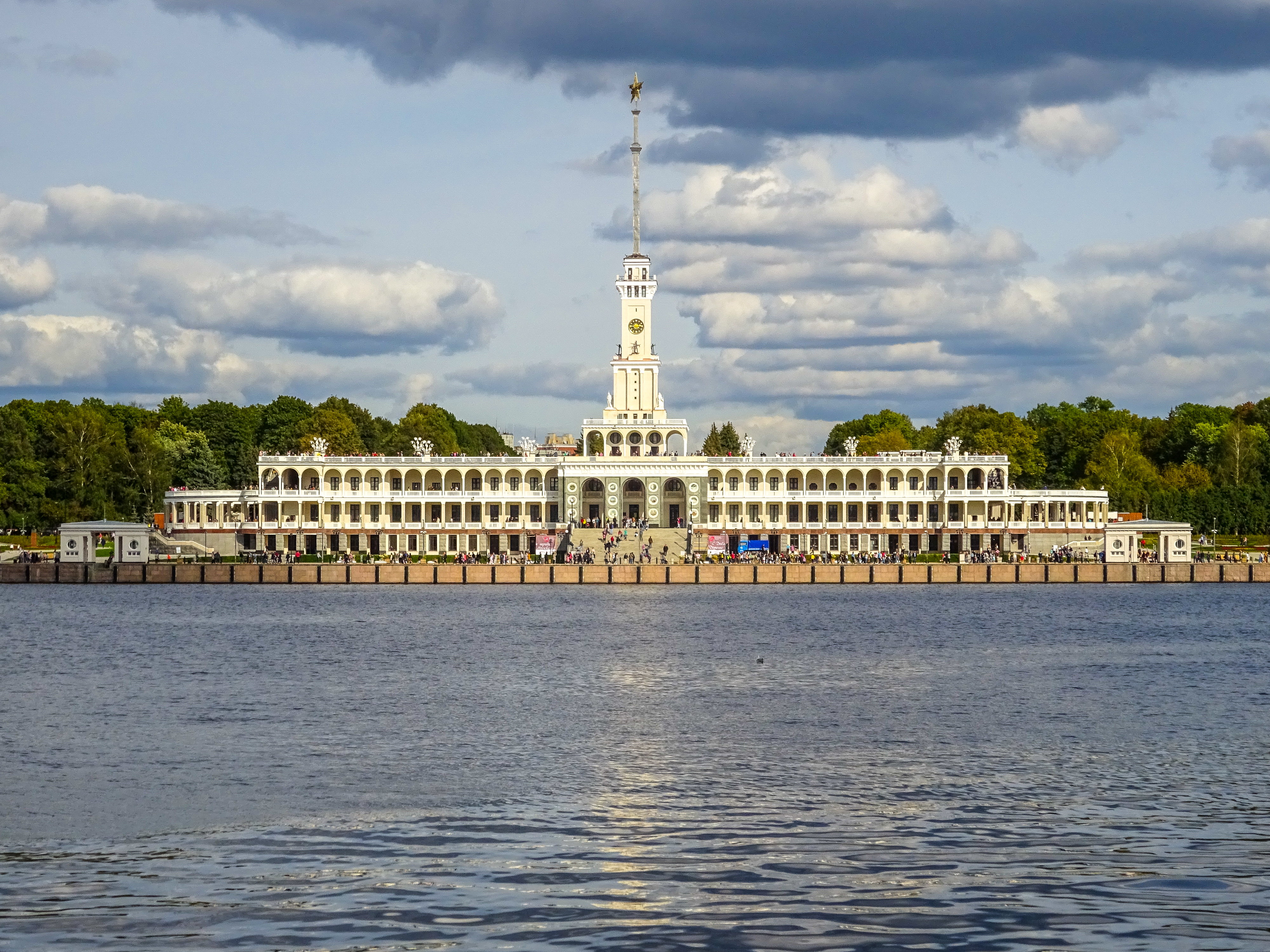
Norra flodstationen, September 2020

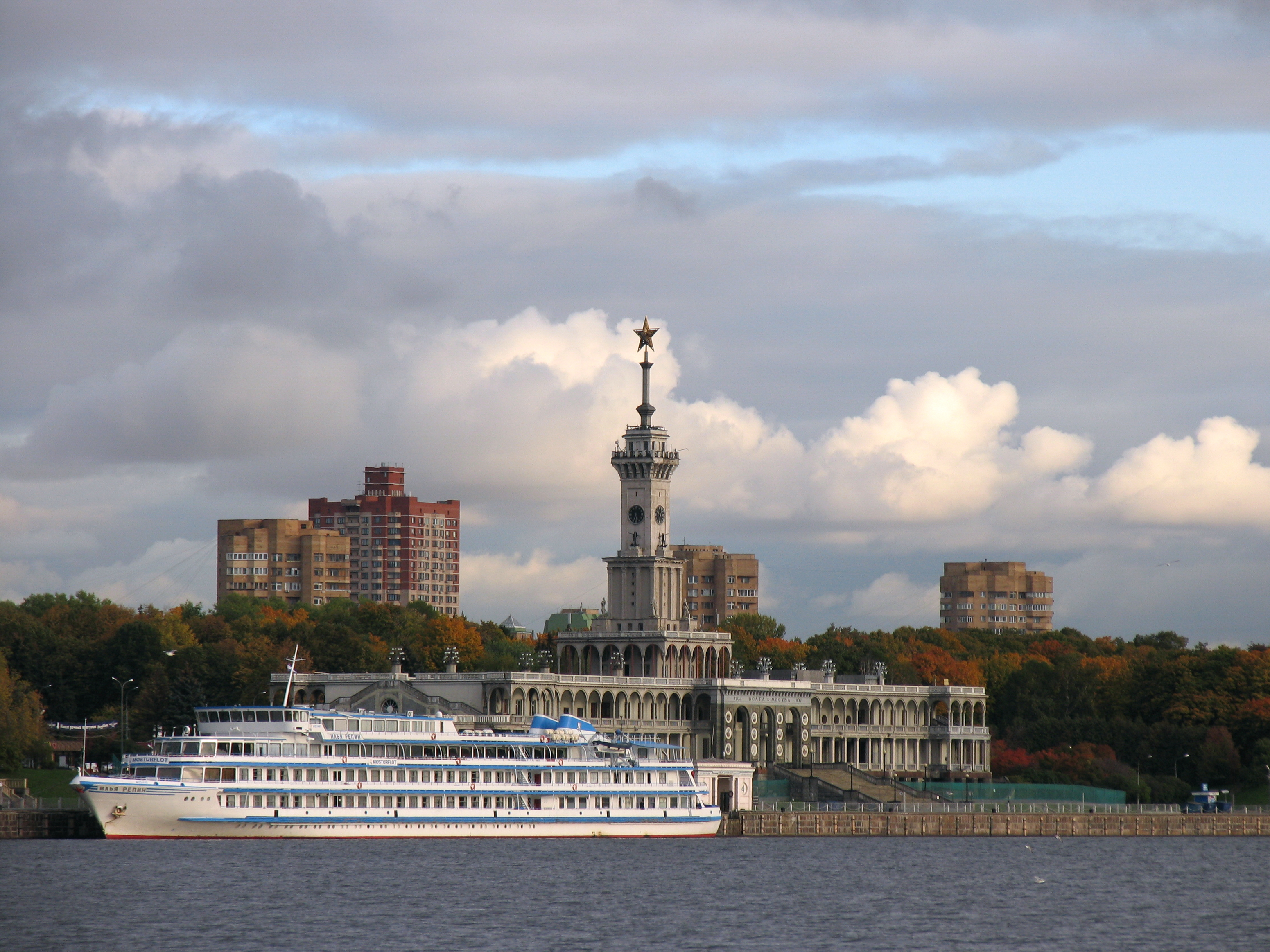
Flodkryssaren Ilja Repin vid Norra flodstationen

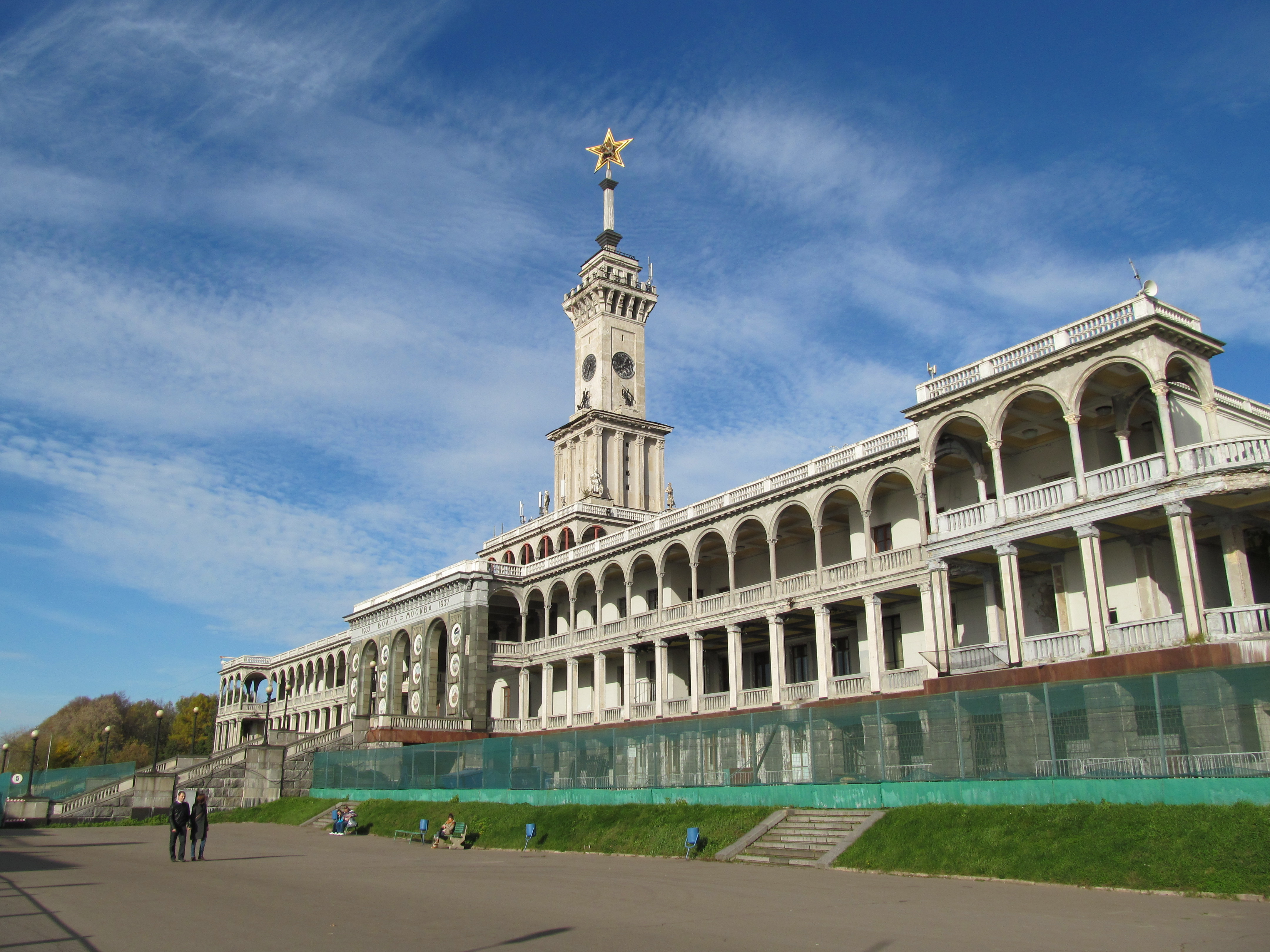
Stationsbyggnaden, 2013

Norra flodstationen (ryska: Северный речной вокзал) är en av två passagerarterminaler för flodtrafik i Moskva.
Norra flodstationen är huvudstation för både flodtrafik inom Moskva och långfärdstrafik, och ligger i norra Moskva vid Chimkireservoaren som har förbindelser med Moskvafloden söderut och Moskvakanalen norrut. Från Norra flodstationen utgår flera kryssningslinjer, exempelvis till Sankt Petersburg och nöjeskryssningar på Volga ända till Astrachan vid Kaspiska havet.
Flodstationen byggdes 1937 samtidigt med byggandet av Chimkireservoaren. Stationsbyggnaden är i Stalinarkitektonisk stil och byggd i en form som påminner om en båt. I stationsbyggnaden finns en restaurang, och en parkanläggning på 50 hektar omger byggnaden. Stationens hamn är 1 500 meter lång